# Nachwuchs-Leichtathletik-Länderkampf der Männer 1980 Italien – BR Deutschland
| 11. Leichtathletik-Länderkampf mit bundesdeutscher Beteiligung 1980 | 11. Leichtathletik-Länderkampf mit bundesdeutscher Beteiligung 1980 |
| ------------------------------------------------------------------- | ------------------------------------------------------------------- |
|                                                                     |                                                                     |
| Ländervergleich der Männer, Nachwuchs: Italien – BR Deutschland     |                                                                     |
| Austragungsort                                                      | Venedig                                                             |
| Wettbewerbe                                                         | 20                                                                  |
| Datum                                                               | 15./16. Juli                                                        |
| 1. ITA 2. FRG                                                       | 121 Punkte 090 Punkte                                               |
| Chronik                                                             |                                                                     |
| ← POL-FRG/FRG-HUN (F)                                               | NLD-FRG-SUI Str’lauf (M) →                                          |

Der elfte Vergleich des Länderkampfjahres 1980 wurde als Nachwuchs-Länderkampf gegen Italien ausgetragen, was in dieser Form zum ersten Mal der Fall war. Gastgeber war am 15./16. Juli die italienische Stadt Venedig. Die letzte Begegnung in einem Zweiländerkampf zwischen den beiden Nationen lag schon länger zurück und hatte 1964 stattgefunden. Zwischenzeitlich hatte es allerdings vier Veranstaltungen als Sechsländerkampf gegeben, an denen zusätzlich Belgien, Frankreich, die Niederlande und die Schweiz beteiligt waren. Alle vorangegangenen Treffen hatten die bundesdeutschen Teams für sich verbucht.

## Modus
Auf dem Programm standen die bei Länderkämpfen üblichen zwanzig Disziplinen. Allerdings wurden wie schon häufiger in den letzten beiden Jahren die beiden Langstreckenläufe gekürzt. Anstelle der Rennen über 5000 und 10.000 Meter wurden Läufe über 3000 und 5000 Meter ausgetragen. Aus dem olympischen Wettbewerbskatalog fehlten so nur der 10.000-Meter-Lauf, der Marathonlauf, die beiden Disziplinen im Straßengehen und der Zehnkampf. Am Start waren zwei Teilnehmer je Land und Wettbewerb. Die Punkte wurden nach dem Standardsystem vergeben.

## Ergebnis
Die italienischen Leichtathleten zeigten sich in allen Bereichen überlegen. In den Einzelläufen kamen sie auf acht Siege, ihre bundesdeutschen Gegner mussten sich hier mit zwei Erfolgen begnügen. Von den Staffeln ging je eine an jedes Team. Drei Mal lag Italien im Bereich Sprung vorn, die Bundesrepublik konnte hier nur im Weitsprung punkten. Auch in der Kategorie Wurf/Stoß entschieden die italienischen Sportler drei Wettbewerbe für sich, während die bundesdeutschen Vertreter hier nur den Speerwurf gewannen. So siegten die italienischen Nachwuchsathleten in diesem Nachwuchsländerkampf sehr deutlich mit 121 zu neunzig Punkten.

## Legende
Kurze Übersicht zur Bedeutung der Symbolik – so üblicherweise auch in sonstigen Veröffentlichungen verwendet:
| NMH | keine Höhe (No Mark) |

## Resultate

### 100 m
| Platz | Athlet             | Land | Zeit (s) |
| ----- | ------------------ | ---- | -------- |
| 1     | Giovanni Grazioli  | ITA  | 10,74    |
| 2     | Massimo Clementoni | ITA  | 10,89    |
| 3     | Roman Leyendecker  | FRG  | 10,94    |
| 4     | Peter Klein        | FRG  | 11,02    |

Datum: 15. Juli

### 200 m
| Platz | Athlet                | Land | Zeit (s) |
| ----- | --------------------- | ---- | -------- |
| 1     | Luciano Caravani      | ITA  | 21,29    |
| 2     | Antonio Rosetti       | ITA  | 21,44    |
| 3     | Joachim Piasetzki     | FRG  | 21,87    |
| 4     | Manfred Brunnengräber | FRG  | 21,29    |

Datum: 16. Juli

### 400 m
| Platz | Athlet      | Land | Zeit (s) |
| ----- | ----------- | ---- | -------- |
| 1     | Uwe Wegner  | FRG  | 47,37    |
| 2     | Bodo Gesche | FRG  | 47,77    |
| 3     | de Martino  | ITA  | 48,07    |
| 4     | Piana       | ITA  | 48,07    |

Datum: 15. Juli

### 800 m
| Platz | Athlet            | Land | Zeit (min) |
| ----- | ----------------- | ---- | ---------- |
| 1     | Rosario Zingales  | ITA  | 1:48,83    |
| 2     | Herbert Wursthorn | FRG  | 1:48,85    |
| 3     | Mario Zoppi       | ITA  | 1:49,23    |
| 4     | Wolfgang Frombold | FRG  | 1:49,46    |

Datum: 16. Juli

### 1500 m
| Platz | Athlet             | Land | Zeit (min) |
| ----- | ------------------ | ---- | ---------- |
| 1     | Hans Allmandinger  | FRG  | 3:43,79    |
| 2     | Ralf Eckert        | FRG  | 3:44,72    |
| 3     | Frederico Leporati | ITA  | 3:45,86    |
| 4     | Francesco Boffi    | ITA  | 3:46,48    |

Datum: 15. Juli

### 3000 m
| Platz | Athlet          | Land | Zeit (min) |
| ----- | --------------- | ---- | ---------- |
| 1     | Alberto Cova    | ITA  | 8:16,15    |
| 2     | Martin Hedtkamp | FRG  | 8:16,62    |
| 3     | Gaetano Erba    | ITA  | 8:17,02    |
| 4     | Leo Thoma       | FRG  | 8:20,33    |

Datum: 15. Juli

### 5000 m
| Platz | Athlet            | Land | Zeit (min) |
| ----- | ----------------- | ---- | ---------- |
| 1     | Antonio Selvaggio | ITA  | 14:20,36   |
| 2     | Piero Selvaggio   | ITA  | 14:21,14   |
| 3     | Jürgen Hennemann  | FRG  | 14:24,16   |
| 4     | Peter Spahn       | FRG  | 14:28,77   |

Datum: 16. Juli

### 110 m Hürden
| Platz | Athlet         | Land | Zeit (s) |
| ----- | -------------- | ---- | -------- |
| 1     | Gianni Ronconi | ITA  | 14,43    |
| 2     | Peter Scholz   | FRG  | 14,59    |
| 3     | Martin Becker  | FRG  | 14,65    |
| 4     | Georg Prast    | ITA  | 14,75    |

Datum: 15. Juli

### 400 m Hürden
| Platz | Athlet            | Land | Zeit (s) |
| ----- | ----------------- | ---- | -------- |
| 1     | Riccardo Trevisan | ITA  | 50,85    |
| 2     | Martin Bürkle     | FRG  | 50,89    |
| 3     | André Diel        | FRG  | 52,06    |
| 4     | Roberto Minetti   | ITA  | 52,40    |

Datum: 16. Juli

### 3000 m Hindernis
| Platz | Athlet              | Land | Zeit (min) |
| ----- | ------------------- | ---- | ---------- |
| 1     | Mariano Scartezzini | ITA  | 8:38,11    |
| 2     | Paolo Chiericoni    | ITA  | 8:59,30    |
| 3     | Peter Heine         | FRG  | 9:00,95    |
| 4     | Michael Längler     | FRG  | 9:03,01    |

Datum: 16. Juli

### 4 × 100 m Staffel
| Platz | Besetzung      | Land                                                         | Zeit (s) |
| ----- | -------------- | ------------------------------------------------------------ | -------- |
| 1     | BR Deutschland | Roman Leyendecker Joachim Piasetzki Bruno Werner Peter Klein | 38,84    |
| 2     | Italien        | Antonio Rosetti Luciano Caravani Zucchini Massimo Clementoni | 39,23    |

Datum: 15. Juli

### 4 × 400 m Staffel
| Platz | Besetzung      | Land                                              | Zeit (min) |
| ----- | -------------- | ------------------------------------------------- | ---------- |
| 1     | BR Deutschland | Frank Janssen Mark Henrich Bodo Gesche Uwe Wegner | 3:05,28    |
| 2     | Italien        | Piana Wendler Pessina de Martino                  | 3:05,52    |

Datum: 16. Juli

### Hochsprung
| Platz | Athlet          | Land | Höhe (m) |
| ----- | --------------- | ---- | -------- |
| 1     | Paolo Borghi    | ITA  | 2,21     |
| 2     | Andreas Surbeck | FRG  | 2,19     |
| 3     | Gianni da Vito  | ITA  | 2,16     |
| 4     | Ronny Moriabadi | FRG  | 2,13     |

Datum: 15. Juli

### Stabhochsprung
| Platz | Athlet           | Land | Höhe (m) |
| ----- | ---------------- | ---- | -------- |
| 1     | Vincenzo Bellone | ITA  | 5,20     |
| 2     | Peter Volmer     | FRG  | 5,20     |
| 3     | Jürgen Winkler   | FRG  | 5,20     |
| NMH   | Punteggio        | ITA  |          |

Datum: 16. Juli

### Weitsprung
| Platz | Athlet        | Land | Weite (m) |
| ----- | ------------- | ---- | --------- |
| 1     | Jörg Klocke   | FRG  | 7,51      |
| 2     | Mario Lega    | ITA  | 7,49      |
| 3     | Marco Piochi  | ITA  | 7,44      |
| 4     | Jürgen Wörner | FRG  | 7,36      |

Datum: 16. Juli

### Dreisprung
| Platz | Athlet               | Land | Weite (m) |
| ----- | -------------------- | ---- | --------- |
| 1     | Giovanni Evangelisti | ITA  | 15,75     |
| 2     | Wolfgang Knabe       | FRG  | 15,59     |
| 3     | Armin Huber          | FRG  | 15,53     |
| 4     | Roberto Pericoli     | ITA  | 15,03     |

Datum: 15. Juli

### Kugelstoßen
| Platz | Athlet            | Land | Weite (m) |
| ----- | ----------------- | ---- | --------- |
| 1     | Luigi de Santis   | ITA  | 19,46     |
| 2     | Alessandro Andrei | ITA  | 19,12     |
| 3     | Willibald Konrath | FRG  | 16,82     |
| 4     | Wolfgang Huhn     | FRG  | 16,44     |

Datum: 16. Juli

### Diskuswurf
| Platz | Athlet           | Land | Weite (m) |
| ----- | ---------------- | ---- | --------- |
| 1     | Marco Martino    | ITA  | 59,52     |
| 2     | Bernhard Bischer | FRG  | 59,32     |
| 3     | Fernando Baron   | ITA  | 51,90     |
| 4     | Stefan Schröfel  | FRG  | 46,92     |

Datum: 15. Juli

### Hammerwurf
| Platz | Athlet             | Land | Weite (m) |
| ----- | ------------------ | ---- | --------- |
| 1     | Orlando Bianchini  | ITA  | 73,38     |
| 2     | Edoardo Podberszek | ITA  | 72,74     |
| 3     | Manfred Schubert   | FRG  | 69,66     |
| 4     | Karl-Heinz Müller  | FRG  | 68,06     |

Datum: 15. Juli

### Speerwurf
| Platz | Athlet           | Land | Weite (m) |
| ----- | ---------------- | ---- | --------- |
| 1     | Wolfram Gambke   | FRG  | 80,18     |
| 2     | Agostino Ghesini | ITA  | 74,08     |
| 3     | Udo Mäußnest     | FRG  | 68,74     |
| 4     | Fabio Michielon  | ITA  | 67,20     |

Datum: 16. Juli